# Cnesterodon carnegiei
Cnesterodon carnegiei är en fiskart som beskrevs av Haseman, 1911. Cnesterodon carnegiei ingår i släktet Cnesterodon och familjen Poeciliidae. Inga underarter finns listade i Catalogue of Life.